# История Монтаны

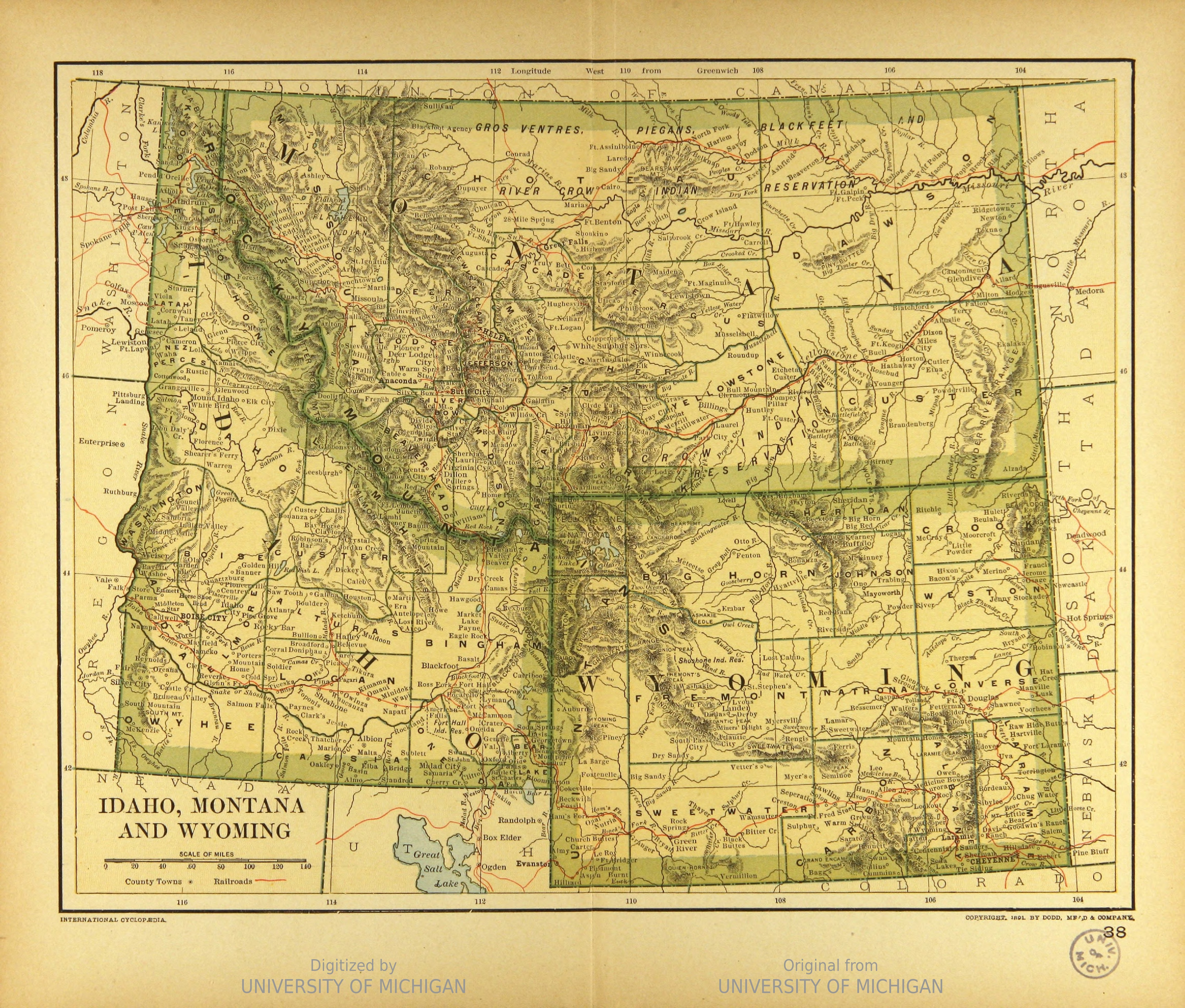
Монтана (сверху), Айдахо и Вайоминг, карта 1894 года

История штата Монтана начинается с эпохи заселения территории штата человеком около 12 000 лет назад. Первыми европейцами в Монтане были французы, которые включили её в состав Французской Луизианы. В 1803 году Луизиана была продана США и исследована экспедицией Льюиса и Кларка. В 1841 году в Монтане появилось первое европейское поселение: миссия Сент-Мари, а в 1847 году основан форт Бентон. После обнаружения в регионе золота Монтана в 1864 году получила статус Территории. В 1876 на территории Монтаны произошла Битва при Литл-Бигхорне. Население Монтаны быстро росло и в 1889 году она вошла в Союз, став 41-м штатом США.